# Coupe d'Irlande du Nord de football 2021-2022
Navigation
Édition précédente Édition suivante
La coupe d'Irlande du Nord de football 2021-2022 est la 142e édition de cette compétition. Elle commence le 14 août 2021 pour se terminer le 7 mai 2022 par la finale disputée à Windsor Park à Belfast. La compétition est sponsorisée par Sadler's Peaky Blinder et prend le nom commercial de Samuel Gelston's Whiskey Irish Cup.

## Organisation
La coupe d'Irlande du Nord rassemble cette saison 128 équipes, amateures et professionnelles. Cet énorme accroissement du nombre d'engagés par rapport à la saison précédente s'explique par un retour à la normale pour une compétition qui avait été totalement perturbée par la pandémie de Covid-19 qui a touché le pays.
Les noms des tours sont cette année renommés. Le premier tour devient le tour de qualification. Le cinquième tour prend lui le nom de premier tour de la compétition principale.
104 clubs sont concernés par le tirage au sort initial. Quatre-vingt d'entre eux disputes quarante matchs qualificatifs pour se qualifier pour le deuxième tour qualificatif. Les autres, tirés au sort sont directement qualifiés pour ce deuxième tour. Au terme des quatre tours de qualification, les huit clubs restant rejoignent les vingt-quatre clubs des première et deuxième division pour le premier tour de la compétition principale.
| Tour                            | Date              | Matchs | Clubs    |
| ------------------------------- | ----------------- | ------ | -------- |
| Premier tour de qualification   | 14 août 2021      | 40     | 128 → 88 |
| Deuxième tour de qualification  | 25 septembre 2021 | 32     | 88 → 56  |
| Troisième tour de qualification | 30 octobre 2021   | 16     | 56 → 40  |
| Quatrième tour de qualification | 27 novembre 2021  | 8      | 40 → 32  |
| Premier tour                    | 8 janvier 2022    | 16     | 32 → 16  |
| Deuxième tour                   | 5 février 2022    | 8      | 16 → 8   |
| Quarts de finale                | 4 mars 2022       | 4      | 8 → 4    |
| Demi-finales                    | 1 avril 2022      | 2      | 4 → 2    |
| Finale                          | 7 mai 2022        | 1      | 2 → 1    |

## Compétition

### Premier tour de qualification
Les matchs sont programmés le samedi 14 août 2021. Toutes les équipes disputant la troisième division et en dessous participent à ce tour. 
| Club recevant                       | Score          | Club visiteur             |
| ----------------------------------- | -------------- | ------------------------- |
| 1st Bangor Old Boys (NL)            | 1-4            | Lower Maze (NL)           |
| Abbey Villa FC (NL)                 | 2-1            | Shorts FC (NL)            |
| Ambassadors FC (NL)                 | 2-5            | Ardstraw FC (NL)          |
| Ards Rangers (NL)                   | 3-0            | Bryansburn Rangers (NL)   |
| Ballymoney United (NL)              | 2-0            | Richhill FC (NL)          |
| Ballynahinch United (NL)            | 1-2            | Greenisland FC (NL)       |
| Ballynure Old Boys (NL)             | 4-2            | Seagoe FC (NL)            |
| Banbridge Rangers (NL)              | 3-1            | Moneyslane FC (NL)        |
| Bangor Amateurs (NL)                | 4-1            | Clonard FC (NL)           |
| Belfast Celtic FC (NL)              | 1-2            | Ballymacash Rangers (NL)  |
| Brantwood FC (NL)                   | 0-1            | Coagh United (NL)         |
| Chimney Corner (NL)                 | 10-2           | Rectory Rangers (NL)      |
| Cookstown Royal British Legion (NL) | 0-5            | Banbridge Town (D3)       |
| Cookstown Youth (NL)                | 1-2            | Killyleagh Youth (NL)     |
| Craigavon City (NL)                 | 2-1            | Malachians FC (NL)        |
| Crumlin United (NL)                 | 3-1            | Saintfield United (NL)    |
| Derriaghy Cricket Club (NL)         | 6-2            | Albert Foundry FC (NL)    |
| Desertmartin FC (NL)                | 3-0            | Orangefield Old Boys (NL) |
| Dollingstown fc (D3)                | 3-3 a. p.(3-2) | Crumlin Star (NL)         |
| Dromara Village (NL)                | 5-3            | Dunmurry Recreation (NL)  |
| Dromore Amateurs (NL)               | 0-3            | Limavady United (D3)      |
| Dunloy FC (NL)                      | 2-1            | Tullycarnet FC (NL)       |
| Grove United (NL)                   | 3-5            | Newtowne FC (NL)          |
| Hanover FC (NL)                     | 2-1            | Bourneview Mill (NL)      |
| Islandmagee FC (NL)                 | 4-0            | Suffolk FC (NL)           |
| Larne Tech Old Boys (NL)            | 1-2            | Fivemiletown United (NL)  |
| Lisburn Distillery (D3)             | 3-1            | Newcastle FC (NL)         |
| Lurgan Town (NL)                    | 1-3            | PSNI FC (D3)              |
| Rosario Youth (NL)                  | 1-0            | Woodvale FC (NL)          |
| Shankill United (NL)                | 3-2            | Newbuildings United (NL)  |
| Sirocco Works (NL)                  | 6-1            | Bangor Swifts (NL)        |
| St Luke's FC (NL)                   | 0-1            | Aquinas FC (NL)           |
| St Oliver Plunkett FC (NL)          | 4-3            | Rosemount Recreation (NL) |
| Tobermore United' (D3)              | 2-2 a. p.(5-3) | East Belfast FC (NL)      |
| Tullyvallen FC (NL)                 | 0-5            | Maiden City FC (NL)       |
| Valley Rangers (NL)                 | 0-5            | Portstewart FC (D3)       |
| Wakehurst FC (NL)                   | 0-2            | Armagh City (D3)          |
| Wellington Recreation (NL)          | 2-1            | Donegal Celtic (NL)       |
| Windmill Stars (NL)                 | 1-0            | Dungiven Celtic (NL)      |

## Compétition principale

### Premier tour
| Club recevant               | Score     | Club visiteur            |
| --------------------------- | --------- | ------------------------ |
| Glenavon FC                 | 0-4       | Crusaders FC             |
| Ballinamallard United (2)   | 2-0 a. p. | Ards Rangers (NL)        |
| Ballyclare Comrades (2)     | 0-2       | Carrick Rangers          |
| Ballymena United            | 2-0       | Loughgall FC (2)         |
| Bangor FC (3)               | 0-5       | Larne FC                 |
| Cliftonville FC             | 5-0       | Islandmagee FC (NL)      |
| Coleraine FC                | 6-0       | Windmill Stars (NL)      |
| Dergview FC (2)             | 2-3       | Glentoran FC             |
| Dundela FC (2)              | 3-2       | Ards FC (2)              |
| Harland & Wolff Welders (2) | 1-2       | Annagh United (2)        |
| Institute FC (2)            | 0-1       | Portstewart FC (3)       |
| Knockbreda FC (2)           | 0-2       | Dungannon Swifts         |
| Linfield FC                 | 4-0       | Oxford Sunnyside FC (NL) |
| Portadown FC                | 2-0       | Limavady United (3)      |
| Queen's University AFC (2)  | 2-0       | Newington FC (3)         |
| Warrenpoint Town            | 1-2       | Newry City AFC (2)       |

### Deuxième tour
| Club recevant              | Score | Club visiteur      |
| -------------------------- | ----- | ------------------ |
| Larne FC                   | 2-0   | Linfield FC        |
| Newry City AFC (2)         | 2-0   | Ards FC (2)        |
| Ballinamallard United (2)  | 0-1   | Crusaders FC       |
| Carrick Rangers            | 0-1   | Cliftonville FC    |
| Coleraine FC               | 2-0   | Portadown FC       |
| Dungannon Swifts           | 4-1   | Annagh United (2)  |
| Queen's University AFC (2) | 0-4   | Glentoran FC       |
| Ballymena United           |       | Portstewart FC (3) |

### Quarts de finale
| Quart de finale 1 | Ballymena United | 3-3   | Larne FC |  |  |
| 4 mars 2022       |                  | (2-3) |          |  |  |
| 4 mars 2022       | Tirs au but 4-3  |       |          |  |  |

| Quart de finale 2 | Cliftonville FC | 2-1   | Coleraine FC |  |  |
| 4 mars 2022       |                 | (0-1) |              |  |  |

| Quart de finale 3 | Crusaders FC | 4-2   | Dungannon Swifts |  |  |
| 4 mars 2022       |              | (1-1) |                  |  |  |

| Quart de finale 4 | Glentoran FC | 1-0 | Newry City AFC (2) |  |
| 4 mars 2022       |              |     |                    |  |

### Demi-finales
| Demi-finale 1  | Cliftonville FC | 1-2   | Crusaders FC |  |  |
| 1er avril 2022 |                 | (1-2) |              |  |  |

| Demi-finale 2  | Newry City AFC | 0-1   | Ballymena United |  |  |
| 1er avril 2022 |                | (0-0) |                  |  |  |

### Finale
| Finale     | Ballymena United | 1-2 | Crusaders FC | Windsor Park |
| 7 mai 2022 |                  |     |              |              |